# Nuklearno naoružanje Ukrajine
Raspadom Sovjetskog Saveza 1991. godine, neovisna Ukrajina je posjedovala treći po snazi nuklearni arsenal na svijetu. Ukrajinski nuklearni arsenal tada je bio veći od arsenala Velike Britanije, Francuske i Kine zajedno. U ožujku 1994. Ukrajina je zbog vlastite i međunarodne sigurnosti donijela odluku da sama do 1996. postane ne-nuklearna sila, što je ujedno bio poticaj svim ostalim bivšim sovjetskim republikama (izuzev Rusije) da se odreknu nuklearnog naoružanja.
Posljednjih 1900 ukrajinskih nuklearnih bojnih glava poslano je 1996. u Rusiju na reciklažu, a Ukrajina je zauvrat međunarodnim sporazumom dobila jamstvo Rusije, SAD-a i ostalih nuklearnih sila o poštovanju njezinog suvereniteta i teritorijalnog integriteta. Navedenim postupcima i potpisivanjem Sporazuma o neširenju nuklearnog naoružanja iz 1994. godine, Ukrajina je postala država koja se prva dobrovoljno odrekla vlastitog nuklearnog naoružanja i danas aktivno potiče napuštanje proizvodnje nuklearnog naoružanja među svim nuklearnim silama.

## Summit o nuklearnoj sigurnosti 2010.
U Washingtonu je 2010. održan međunarodni summit 50 zemalja svijeta o nuklearnoj sigurnosti i razoružanju. Prvi konkretan uspjeh postignut je s političkim vodstvom Ukrajine na čelu s predsjednikom Viktorom Janukovičem, koje je najavilo da će se u duhu razvoja uspješnih međunarodnih odnosa, jačanja međunarodne stabilnosti i sigurnosti, najkasnije do 2012. godine riješiti svojih zaliha obogaćenog urana.
Američka delegacija predvođena predsjednikom Barackom Obamom, pozdravila je ukrajinsku odluku o reciklaži preostalih zaliha obogaćenog urana, a glasnogovornik Bijele kuće Robert Gibbs je podsjetio kako su SAD godinama pokušavale nagovoriti Ukrajinu da odustane od svojeg novog nuklearnog programa. Iako nije precizirano o kojim se količinama obogaćenog urana radi, nuklearni stručnjaci tvrde kako se radi o materijalu dovoljnom za izradu više nuklearnih bojnih glava.

## Vanjske poveznice
- Ukraine Special Weapons
- Memorandum on Security Assurances
- Ukraine’s Nuclear Ambitions: Reminiscences of the Past  Arhivirana inačica izvorne stranice od 1. veljače 2009. (Wayback Machine)